# Сафонова Серафима Карпівна
Серафима Карпівна Сафонова (12 грудня 1922 , Q4508107?, Донецька округа, Область Війська Донського, Російська СФРР  — 8 січня 2006 , Краснодон, Луганська область ) — українська радянська вчителька, Герой Соціалістичної Праці (1968).

## Біографія
Серафима Сафонова народилася 12 грудня 1922 року в селі Чеботівка (нині — Тарасівський район Ростовської області Росії). З 1931 року проживала на руднику Сорокіно (нині — в межах Краснодона Луганської області). Навчалася у Краснодонській школі № 1 разом із майбутніми молодогвардійцями Іваном Земнуховим та Ольгою Іванцовою. Пережила німецьку окупацію. 1946 року вона екстерном закінчила Кам'янське педагогічне училище. Все життя працювала вчителькою початкових класів у Краснодонській школі № 1.
Указом Президії Верховної Ради СРСР від 1 липня 1968 року за «великі заслуги у справі навчання та комуністичного виховання» Серафима Сафонова була удостоєна високого звання Героя Соціалістичної Праці з врученням ордена Леніна та медалі «Серп і Молот».
Обиралася депутатом Луганської обласної ради, була головою комісії з питань освіти.
Була також нагороджена рядом медалей і почесних знаків.
Померла 8 січня 2006 року в Краснодоні на 84-у році життя, похована на міському цвинтарі.

## Нагороди, звання
- 1966 — присвоєно звання Заслужений учитель школи Української РСР
- 1967 — Почесний громадянин Краснодона
- 1968 — Герой Соціалістичної праці
- 1968 — Орден Леніна
- 1968 — Медаль Серп і Молот.